# Geohowdenius egeriei
Geohowdenius egeriei là một loài bọ cánh cứng trong họ Geotrupidae. Loài này được Germar miêu tả khoa học năm 1824.